# 20 złotych 300-lecie koronacji Obrazu Matki Bożej Jasnogórskiej
20 złotych 300-lecie koronacji Obrazu Matki Bożej Jasnogórskiej – polski banknot kolekcjonerski o nominale dwudziestu złotych, wprowadzony do obiegu 21 sierpnia 2017 roku, zarządzeniem z 26 lipca 2017 r.

## Awers
Na awersie banknotu ukazane zostały w wersji graficznej korony ofiarowane przez papieża Klemensa XI (skradzione w 1909 r.). Maryjną koronę wieńczą gwiazdy, które nawiązują do Niewiasty z wizji apokaliptycznej. Korony Maryi i Dzieciątka są podtrzymywane przez pary aniołów. Pod koroną Dzieciątka na tle stylizowanych lilii andegaweńskich znajduje się monogram maryjny (recto-verso). Po prawej stronie widnieją stylizowane motywy wici roślinnej z barokowej ramy Cudownego Obrazu. Znakiem wodnym jest herb pauliński przedstawiający kruka z bochenkiem chleba w dziobie oraz dwa lwy wspierające się o pieni palmy. W górnym lewym rogu umieszczono motyw roślinny z antepedium ołtarza w kaplicy Matki Bożej, wykonanego z okazji koronacji.

## Rewers
Na rewersie banknotu została ukazana rycina wydana w Rzymie w 1717 r., przedstawiająca koronację Cudownego Obrazu Matki Bożej – iluminacja sanktuarium i widok na ołtarz koronacyjny. Po lewej stronie widnieje plan klasztoru jasnogórskiego z obwarowaniem fortecznym, a poniżej lilia andegaweńska. Po prawej stronie znajduje się motyw roślinny z ramy Obrazu i herb paulinów (znak wodny).

## Nakład
Polska Wytwórnia Papierów Wartościowych wydrukowała 55 000 banknotów, o wymiarach 150 × 77 mm, wg projektu Justyny Kopeckiej.

## Opis
Jest to 9. banknot kolekcjonerski wydany przez PWPW i upamiętnia 300-lecie koronacji Obrazu Matki Bożej Jasnogórskiej.

## Zabezpieczenia
Banknot ma zabezpieczenia takie jak:
- efekt kątowy
- intaglio
- mikrodruk
- nitka zabezpieczająca
- oznaczenie dla niewidomych
- recto-verso
- relief
- specjalny raster
- wielobarwny obraz widoczny w świetle UV
- znak wodny